# Filip Kraljević
Filip Kraljević (nacido el 13 de diciembre de 1989 en Mostar, Yugoslavia) es un jugador de baloncesto croata que actualmente juega en el HydroTruck Radom de la Polska Liga Koszykówki, la primera división del baloncesto polaco.

## Carrera profesional
Pese a nacer en territorio bosnio, Kraljevic (Mostar, 1989) llegó muy joven a las categorías inferiores de la Cibona de Zagreb. Sin embargo pasó sus dos primeras temporadas como profesional cedido en el KK Rudes de segunda división. En 2009, a sus 20 años, fue el Cedevita quien apostó por él, si bien el primer año permaneció cedido en el Mladost Zagreb y los dos siguientes en el KK Zabok. La campaña 2012-2013 dio el salto al KK Split, donde fue el máximo taponador de la liga croata (3.3), además de promediar 13.2 puntos y 5.3 rebotes.
Esos números le valieron dar el salto al KK Zadar, donde ha compitió tres temporadas, compaginando la A1 croata con la Liga Adriática. Durante esta etapa en la ciudad de Dalmacia, Kraljevic ha ido progresando hasta alcanzar en su última campaña unos promedios de 9.8 puntos, 5.2 rebotes, 1.4 asistencias y 1.2 tapones en 23 minutos de juego.
Además, su buena campaña le valió ser convocado por el seleccionador Aleksandar Petrović para reforzar los entrenamientos de Croacia en su camino al torneo de clasificación para los Juegos Olímpicos.
En julio de 2016, firma por el CAI Zaragoza.
En la temporada 2021-22, firma por el HydroTruck Radom de la Polska Liga Koszykówki, la primera división del baloncesto polaco.

## Selección nacional
Kraljevic fue internacional croata U20 y disputó el Europeo de Rodas en 2009, campeonato en la que los balcánicos quedaron en octava posición.